# Trampas antipersonales

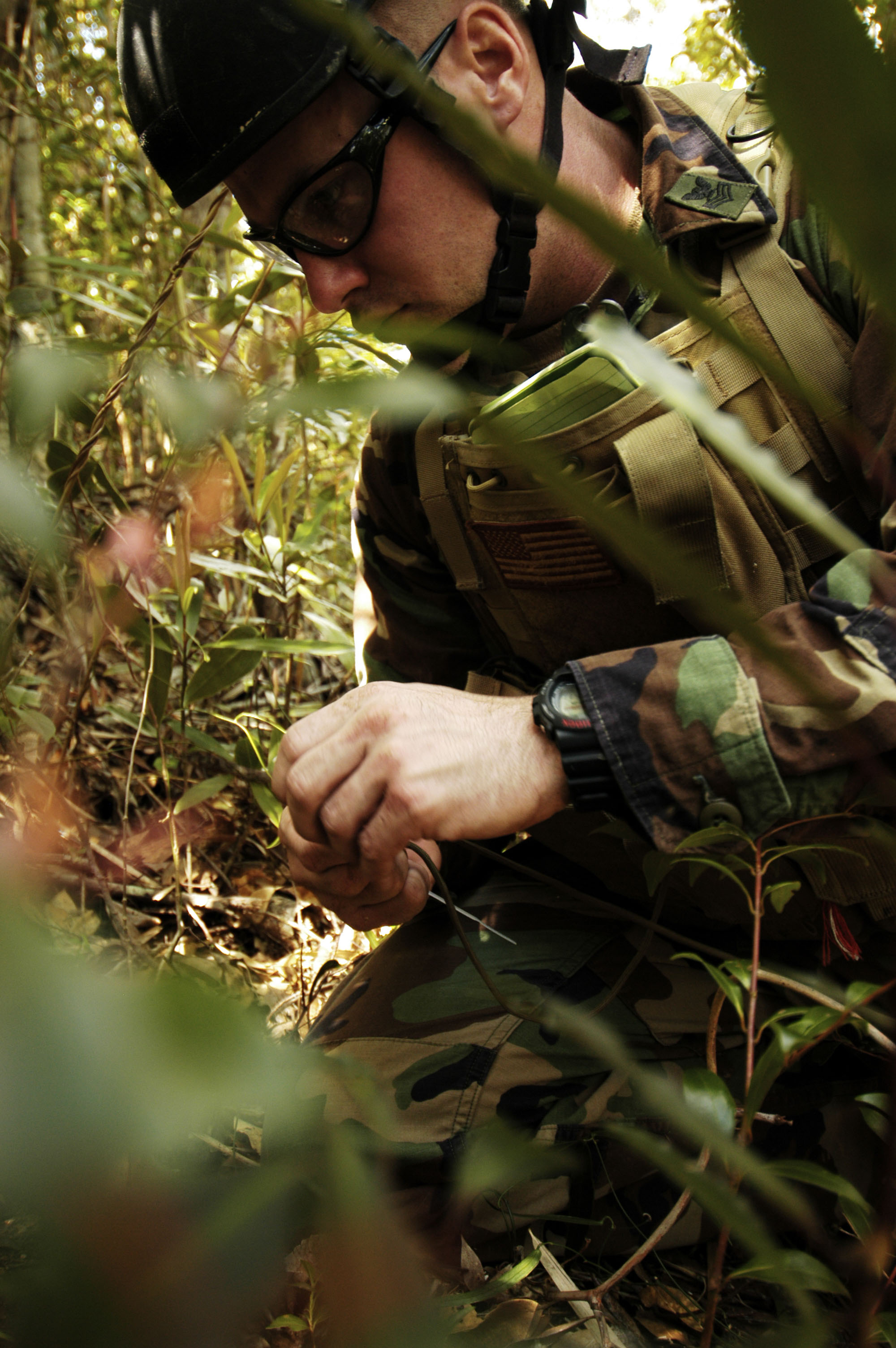
Un comando armando una trampa antipersonal de contacto

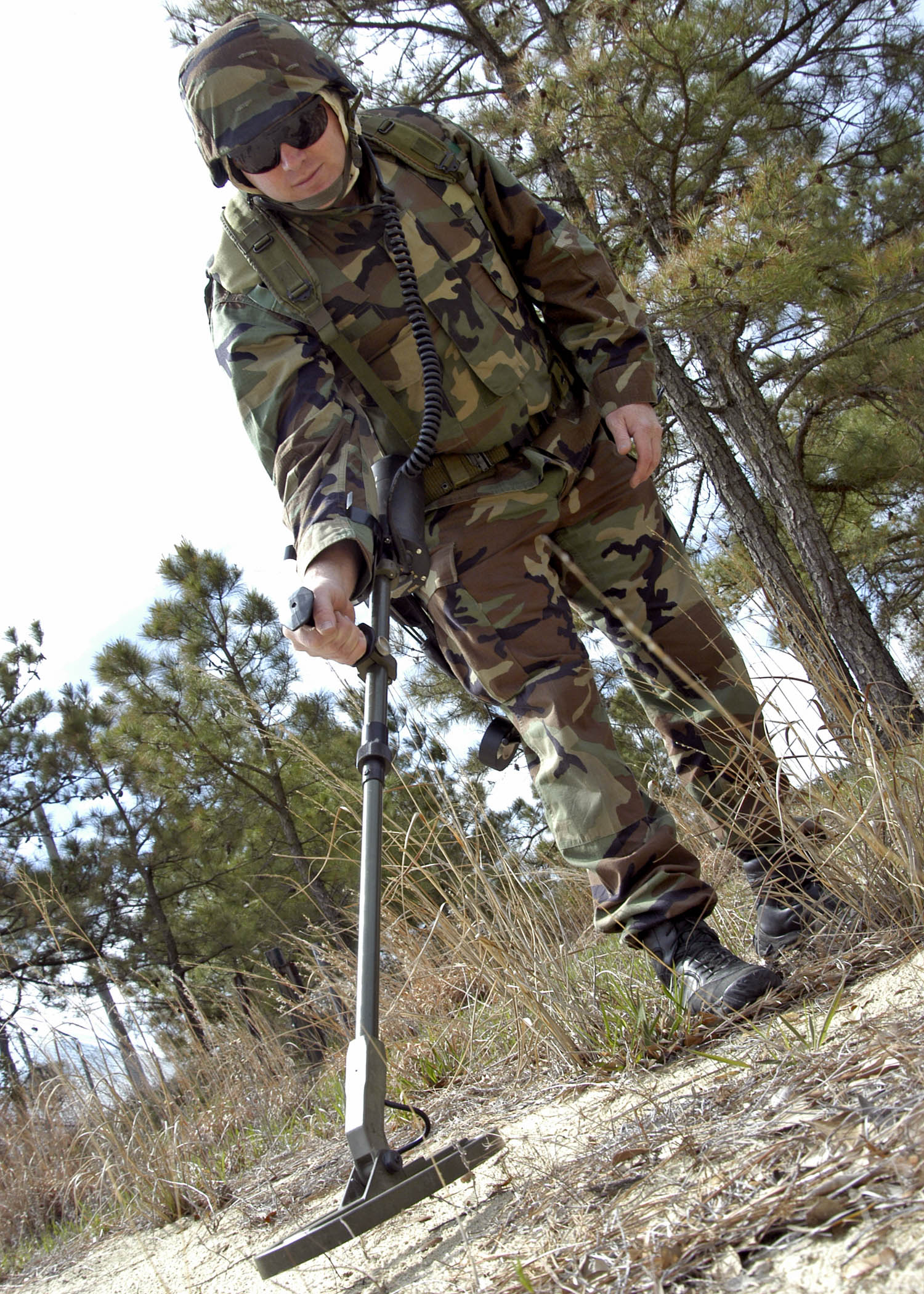
Un soldado con un detector de minas terrestres

Trampas antipersonales o trampas ocultas son un término técnico militar que define a aquellos dispositivos explosivos, remotos o mecanizados ocultos destinados a eliminar o a retardar a enemigos en tránsito o en acción de persecución, proteger o dificultar el acceso a ciertas zonas y conceptualmente difieren de las  caza bobos que son destinadas a soldados ingenuos o población civil.  Estos artefactos son frecuentemente usados en acciones de comandos, partisanos o de guerrillas y pueden caer dentro del contexto de la Guerra sucia.
Las trampas antipersonales tienen su origen desde muy antiguo en la historia, cuando los cazadores ingeniaban artilugios para atrapar animales en la época prehistórica.  Las trampas antipersonales están destinadas a eliminar a enemigos en guerras de guerrillas, combate urbano y actos de terrorismo.
En la antigüedad, se usaban trampas confeccionadas usando los componentes de la naturaleza, tales como agujeros con estacas simulados con terreno suelto, ramas horizontal o verticalmente tensionadas con estacas adheridas que se accionaban con el paso de una presa o lazos que se cerraban con el movimiento de esta, etc.
Durante la  guerra germano-soviética los partisanos eliminaron a cientos de soldados alemanes, especialmente de enlace con trampas antipersonales de contacto.
En la guerra actual, las trampas antipersonales han llegado a evolucionar en una amplia variedad de aparatos explosivos transportables que se accionan con contacto (minas) estáticas o saltadoras, o bien explosivos enterrados y disimulados, o colocados dentro de edificios, también los hay  que se accionan remotamente.
Según su forma de activación:

## Trampas por contacto
Son aquellas trampas que se accionan con el contacto con el cuerpo del enemigo, ya sea por su propio peso o por el paso de este, en este caso están las minas terrestres estáticas, las minas saltadoras, las minas de resorte o fragmentarias, las accionadas por chavetas sutilmente anexadas a alambres o palos.

## Trampas por acción remota
Son trampas generalmente explosivas que detonan por acción remota mediante alambres o bien por radio-ondas, este tipo de trampas se usan también en las Trampa cazabobos.
En la guerra de Irak, cientos de soldados han sido heridos o muertos por trampas de acción remota más que la de contacto, ya que estas son más difíciles de hallar y requieren de personal antiexplosivos especializado para su ubicación y eliminación.